# Chlorocoma didita
Chlorocoma didita är en fjärilsart som beskrevs av Walker 1861. Chlorocoma didita ingår i släktet Chlorocoma och familjen mätare. Inga underarter finns listade i Catalogue of Life.